# Sint-Barnabaskerk (Haastrecht)
De Sint-Barnabaskerk is een in 1852 tot 1854 gebouwde eenbeukige zaalkerk in de plaats Haastrecht, in de Nederlandse provincie Zuid-Holland. De kerk is in gebruik bij de rooms-katholieke H. Barnabasparochie en gevestigd aan de Grote Haven 8 te Haastrecht.

## Kerk
De kerk is gebouwd als vervanger van de 17e-eeuwse schuurkerk die van 1682 tot 1853 in Haastrecht op dezelfde locatie in gebruik was.
De kerk is gebouwd naar een ontwerp van architect W.J. van Vogelpoel. De kerk is gebouwd in neoclassicistische stijl en is hiermee een laat voorbeeld van neoclassicistische architectuur. De bouwstijl wordt ook wel aangeduid als 'waterstaatstijl'
De kerk is gebouwd door aannemer D. van Kent uit Utrecht. De kerk is in 1854 ingezegend door de Deken van Rotterdam, op 10 juni 1855 consacreerde de Bisschop van Haarlem de kerk.
De kerk heeft een eenbeukige schip van vijf traveeën lang. De kerk heeft een koor of absis met een vijfzijdige koorsluiting aan de oostzijde.
De voorgevel aan de westzijde heeft een ingezwenkte lijstgevel. De hogere middenpartij heeft een  kroonlijst met Dorische pilasters en een fronton. Deze elementen zijn ontleend aan de barok. In de fronton is een driehoek met stralen aangebracht, als symbool van het alziend oog. Op de top van voorzijde is een ijzeren kruis geplaatst. Onder het fronton is de naam Salvatori aangebracht, de Latijnse naam voor "Redder van de wereld". In de voorgevel is in een beeldnis een beeld geplaatst van Barnabas. De hoofdingang is gevestigd aan de voorzijde. Boven de ingang is een Christusmonogram aanwezig in een kleine fronton (ten opzichte van het grote fronton op de top van de voorgevel).
Aan de oostzijde is op de nok een dakruiter geplaatst. Deze dakruiter heeft een ingesnoerde torenspits, op de top is een kruis geplaatst.
Restauraties aan de kerk hebben plaatsgevonden in 1887 en 1986. In 1927 zijn aan de zuid- of rechterzijde twee biechtstoelen en aan de west- of voorzijde een doopkapel uitgebouwd. In 2015/2016 zijn restauraties uitgevoerd aan de fundering en het schilderwerk.
Links van de kerk is een pastorie aanwezig, gevestigd aan de Grote Haven 10.
Links van de kerk en de pastorie (aan de noordzijde) staat een Heilig Hartbeeld uit 1927 met daarop de tekst "H. Hart van Jezus zegen onze huisgezinnen".
Op 31 augustus 1976 werd de kerk aangewezen als rijksmonument vanwege de betekenis ervan voor de architectuurhistorie. De kerk maakt samen met de pastorie, hekwerk en een houten baarhuisje deel uit van een beschermd kerkelijk complex St. Barnabas. Voorheen behoorde tot dit complex ook het in 1903 gebouwde en in ca. 1970 gesloopte St. Catharinagesticht, een kloostergebouw met lagere school

## Interieur en inventaris
De kerk heeft van binnen een gepleisterde wand met pilasters met Ionische kapitelen en glas in loodramen met blank vensterglas. Het dak is aan de binnenzijde een houten tongewelf. De kerk is voorzien kerkbanken die opgesteld zijn in vier rijen, de rijen aan de beide buitenzijden zijn half zo lang als de twee middelste rijen. Het interieur is gewijzigd in 1950 en 1966.
In het koor zijn vijf glas in loodramen aanwezig. Het neobarokke hoogaltaar is in het koor geplaatst. Deze bestaat uit drie delen die onderling door zuilen worden gescheiden. Bovenaan staat een aedicula met segmentvormig fronton waarin Bonifatius is afgebeeld die een heiden doopt. Onder de aedicula staat de tekst Altare Privilegiatum Quotidianum Perpetuum".. In het middelste deel van het altaar hangt een crucifix met daaronder de tabernakel. Op de tabernakel is een afbeelding te zien van een miskelk en twee engelen, waarvan één met wierookvat. Het altaar is vervaardigd door L. Veneman uit 's-Hertogenbosch en afkomstig uit de Sint-Bonifatiuskerk te Dordrecht, die in 1979 als kerk gesloten is.
Het koor is omgeven door een sacristie, een voormalige kosterswoning met kelder en een biechtkamer.
Het interieur bevat verder:
- een houten vierkante preekstoel met een achthoekig klankbord voorzien van divers houtsnijwerk, van circa 1870 geplaatst aan de noordoostzijde van de kerk en afkomstig uit de Nicolaas Pieckkerk[7] te Gorinchem;[3]
- grote koperen kroonluchter van omstreeks 1700, afkomstig uit de Grote of Sint-Bavokerk te Haarlem.[4]

De kerk bezit 17de- en 18de-eeuws avondmaalszilver.
De kerk bezit een klokkenstoel met klok van Petit en Fritsen uit ca. 1854 en een (buiten gebruik gesteld) klein huisuurwerkje.

## Orgel
De kerk heeft een orgel uit 1845 van firma Stulting & Maarschalkerweerd uit Utrecht. Dit betreft een van oorsprong eenklaviers orgel, maar is in 1880 door Michaël Maarschalkerweerd uitgebreid naar twee klavieren door toevoeging van een positief. Het orgel heeft een aangehangen pedaal. Het orgel staat op een orgelgalerij aan de westzijde (of ingangszijde) van de kerk. Het klavier is geplaatst aan de zijkant (zuidzijde) van het orgel.

### Dispositie van het orgel
| Hoofdwerk C–f3 |     |
| Bourdon        | 16′ |
| Prestant       | 8′  |
| Harmoniefluit  | 8'  |
| Bourdon        | 8'  |
| Prestant       | 4′  |
| Octaaffluit    | 4′  |
| Octaaf         | 2′  |
| Mixtuur        |     |
| Cornet         |     |
| Trompet        | 8′  |

| Bovenwerk of Positief C–f3 |    |        |
| Bourdon                    | 8' | (1880) |
| Viola di Gamba             | 8' | (1880) |
| Fernfluit                  | 8' | (1880) |
| Salicionaal                | 4' | (1880) |
| Roerfluit                  | 4′ | (1880) |

| Pedaal C–c1 |

## Begraafplaats
Oostelijk achter de kerk ligt een rooms-katholieke begraafplaats.